# Perfect Day (album)
Perfect Day – drugi album studyjny niemieckiego zespołu Cascada, wydany został w 2007 roku. Zawiera covery takich utworów jak: "Sk8er Boi" Avril Lavigne, "Just like a Pill" Pink, "Because the Night" Patti Smith czy "What Hurts the Most" Marka Willsa. 
W pierwszym tygodniu sprzedaży w Wielkiej Brytanii album rozszedł się w nakładzie 50 tys. kopii, debiutując na 12 miejscu brytyjskiej list przebojów. W drugim tygodniu sprzedaż wzrosła do 100 tys. egzemplarzy, jednak album spadł na 16. pozycję. Następnie płyta zajęła wyższe, 9 miejsce po czym wypadła z pierwszej dziesiątki listy. Pod koniec roku, album osiągnął sprzedaż w nakładzie około 239 tys. egzemplarzy, dzięki czemu znalazł się na 64. miejscu najlepiej sprzedających się albumów w Wielkiej Brytanii w 2007 roku. Na początku 2008 roku Perfect Day otrzymała status platyny w Wielkiej Brytanii. Album wydano 4 marca 2008 roku w USA z nowym opracowaniem graficznym i listą utworów. Zadebiutowała wtedy na 70. miejscu listy Billboard 200.

## Lista utworów

### Europejska i australijska wersja
1. "What Hurts the Most" (S. Robson/ J. Steele) - 3:26
2. "Runaway" (Yann Peifer/ Manuel Reuter) - 3:32
3. "Who Do You Think You Are?" (Yann Peifer/ Manuel Reuter) - 3:24
4. "Because the Night" (Springsteen/ Smith) - 3:25
5. "I Will Believe It" (Yann Peifer/ Tony Cornelissen/ Manuel Reuter) - 2:57
6. "Perfect Day" (Yann Peifer/ Allan Eshuijs/ Manuel Reuter) - 3:45
7. "What Do You Want from Me?" (Tony Cornelissen/ Yann Peifer/ Manuel Reuter) - 2:48
8. "Sk8er Boi" (Lavigne/ Christy/ Edwards) - 3:22
9. "Could It Be You?" (Yann Peifer/ Manuel Reuter) - 3:47
10. "He's All That" (Yann Peifer/ Manuel Reuter) - 3:08
11. "Just Like a Pill" (Alecia Moore & Dallas Austin) - 3:22
12. "Endless Summer" (Yann Peifer/ Manuel Reuter) - 3:26
13. "What Hurts the Most [Yanou's Candlelight Mix]" (S. Robson/ J. Steele) - 3:54

### Kanadyjska i amerykańska wersja
1. "What Hurts the Most" (S. Robson/ J. Steele) - 3:38
2. "Faded" (M. Gerrard/ J. Origliasso/ L. Origliasso/ R. Nevil) - 2:49
3. "Holiday" (J. Kask/ P. Agren) - 3:15
4. "He's All That" (Yann Peifer/ Manual Reuter) - 3:07
5. "Perfect Day" (Yann Peifer/ Allan Eshuijs/ Manuel Reuter) - 3:42
6. "Dream on Dreamer" (Yann Peifer/ T. Cornelissen/ Manuel Reuter) - 3:04
7. "Could It Be You?" (Y. Peifer/ M. Reuter) - 3:45
8. "Because the Night" (B. Springsteen/ P. Smith) - 3:26
9. "Who Do You Think You Are?"(Y. Peifer/ M. Reuter) - 3:23
10. "What Do You Want from Me?"(Y. Peifer/ T. Cornelissen/ M. Reuter) - 2:47
11. "Runaway" (Y Peifer/ M. Reuter) - 3:30
12. "What Hurts the Most (Yanou's Candlelight Mix)" (S. Robson/ J. Steele) - 3:52

### Japońska wersja
1. "What Hurts the Most"
2. "Runaway" 3:32
3. "Who Do You Think You Are?"
4. "Because the Night"
5. "I Will Believe It"
6. "Perfect Day" (Yann Peifer/ Allan Eshuijs/ Manuel Reuter)
7. "What Do You Want from Me?"
8. "Sk8er Boi"
9. "Could It Be You"
10. "He's All That"
11. "Just Like a Pill"
12. "Endless Summer"
13. "What Hurts the Most [Yanou's Candlelight Mix]"
14. "Runaway (DJ Yoshinori Remix)"
15. "Everytime We Touch (Styles & Breeze Remix)"
16. "(I Need A) Miracle (USA Club Mix)"
17. "Ready for Love (Klubbingman Remix)"
18. "What Hurts the Most (DJ Uto Remix)"

## Twórcy
- Natalie Horler - śpiew
- Joe Yannece - mastering
- Yann "Yanou" Peifer i Manuel "Manian" Reuter- miksowanie
- Armin Zedler - fotografie
- Rebecca Meek - dizajn
- Frank Ehrlich - zarządzanie

## Pozycje na listach przebojów
| Kraj (2007)                                 | Najwyższa pozycja |
| ------------------------------------------- | ----------------- |
| Austria                                     | 16                |
| Irlandia                                    | 6                 |
| Francja                                     | 17                |
| Niemcy                                      | 30                |
| Oricon Japonia                              | 50                |
| Szwecja                                     | 81                |
| Wielka Brytania                             | 9                 |
| USA Billboard 200                           | 70                |
| USA Billboard European Hot 100 Albums Chart | 29                |
| USA Billboard Top Electronic Albums         | 2                 |